# カウボーイブーツ

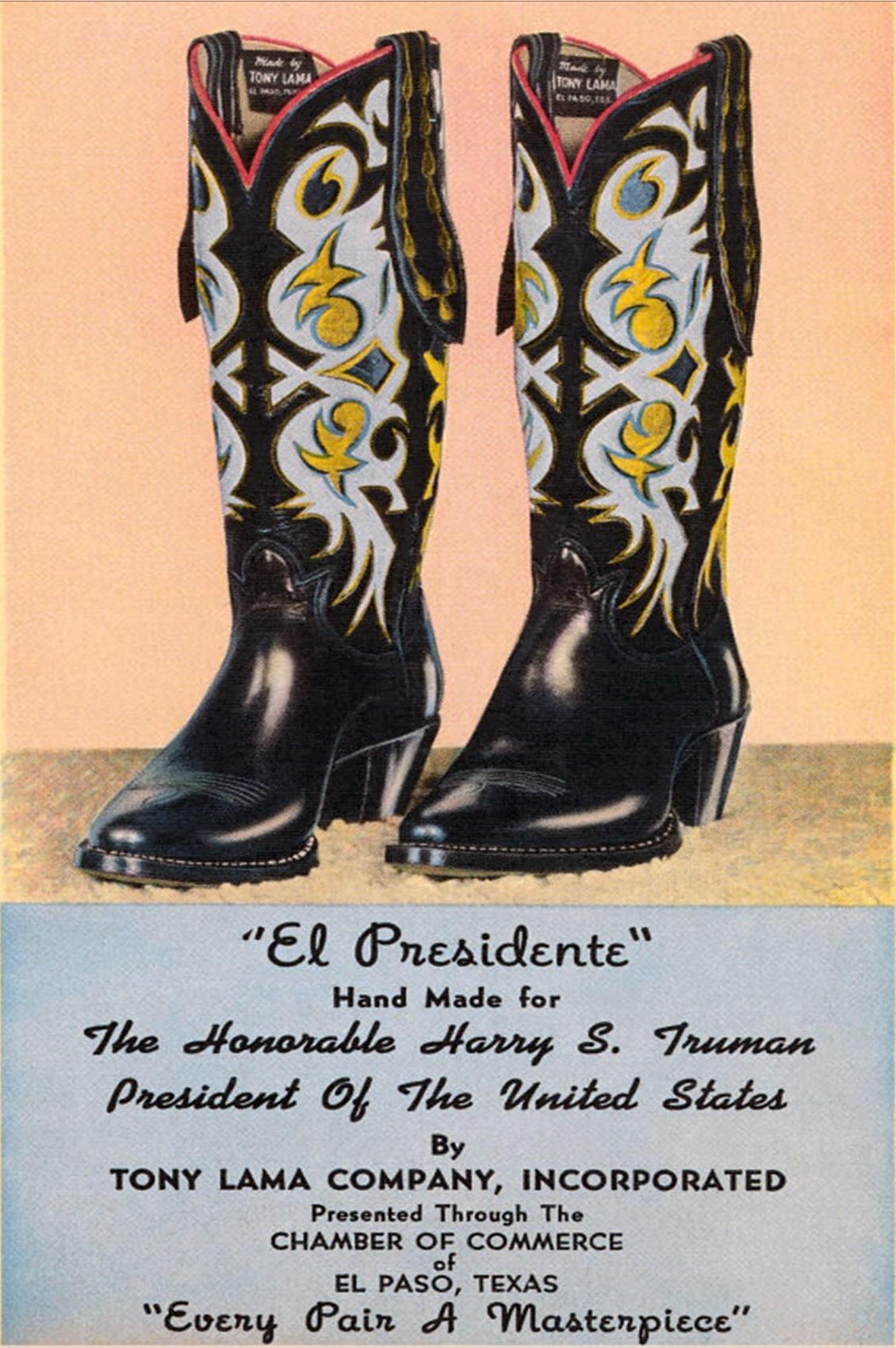

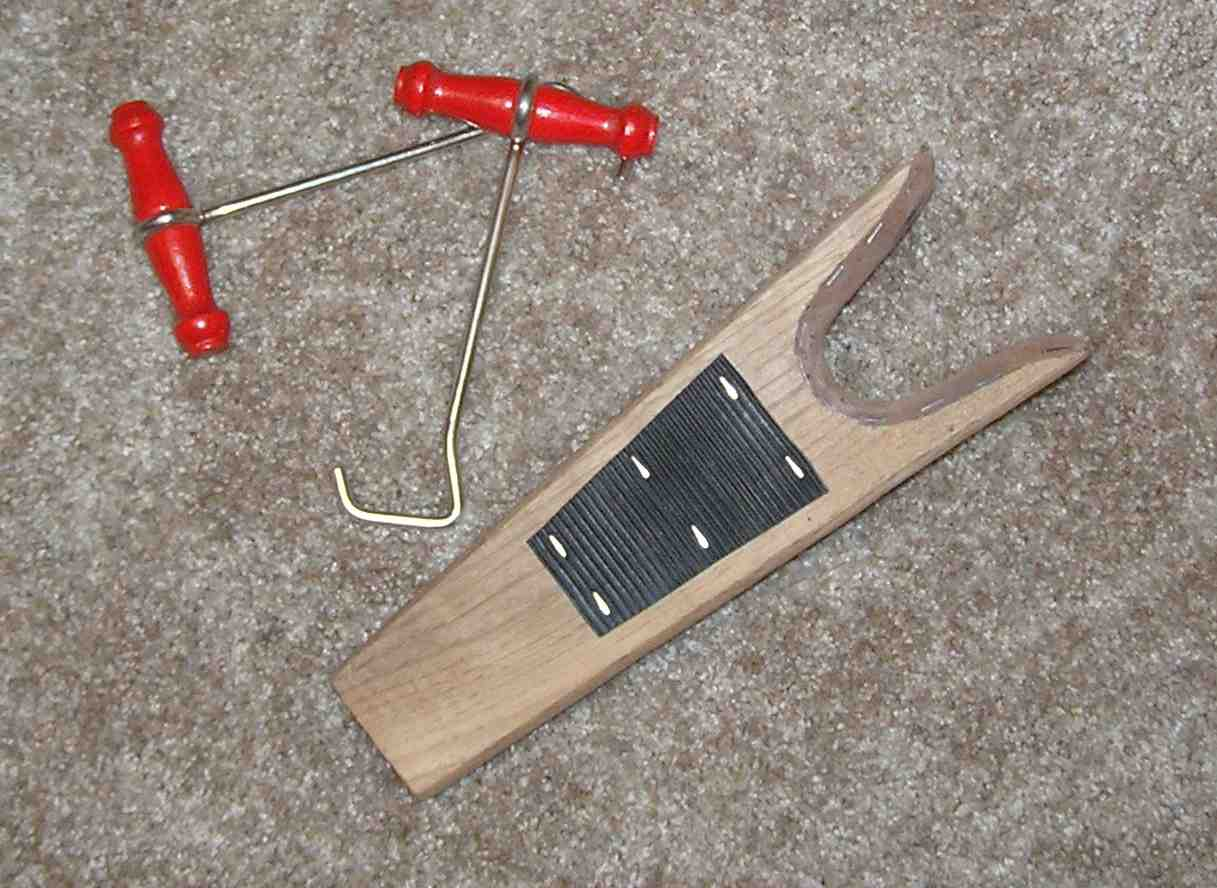
ブーツジャックとブーツプル（フック状の物）

カウボーイブーツ（cowboy boots）とは、カウボーイが使用する乗馬靴。鐙（ステラップ）に足を通し易くする為に爪先を鋭い形状にし、落馬の際に足が抜けやすくするため、踵が高く作られている。 一般にはウエスタンブーツと呼ばれる。
西部劇などでは、カウボーイの服装として登場する。乗馬する時には、拍車をつける。
カウボーイブーツのストラップには、ブーツプルという器具を引っかけることで、履き易くするという役割がある。
有名なブランドにはトニーラマ、ルケーシー、ジャスティンなどがある。

## 特徴
カウボーイブーツはアメリカのカウボーイが使用していた乗馬靴である。高い踵、尖った爪先、10～18インチの長い胴（シャフト）を持ち、伝統的には靴紐やベルトを持たない。基本的には牛革（カウハイド）で作成されていたが、近年はそれ以外にも様々な素材で作成される。また胴に装飾的なステッチ、インレイ細工、カービングがあるデザイン、足の甲に特徴的なステッチ（メダリオン）や装飾的な穿孔（パーフォレーション、ブローグ）がなされているデザインもある。
牛革以外に使用される素材は馬、水牛、鹿（エルク）またはエキゾチックレザー（アリゲーター、パイソン、リザード、オーストリッチ、サメ、エイ、ウナギ、象、キリン、カバ、センザンコウ…）である。
また、カウボーイブーツに用いる付属品として、拍車（スパー）がある。
カウボーイブーツには基本的なスタイルとして、「ウエスタンスタイル（クラシックスタイル）」と「ローパースタイル」がある。

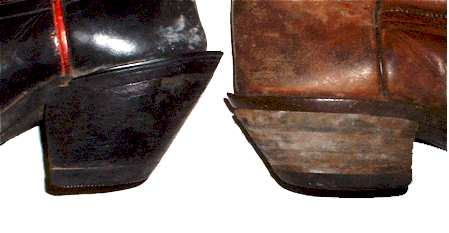
カウボーイヒール（左）とウォーキングヒール（右） 何れも斜めに削られている。

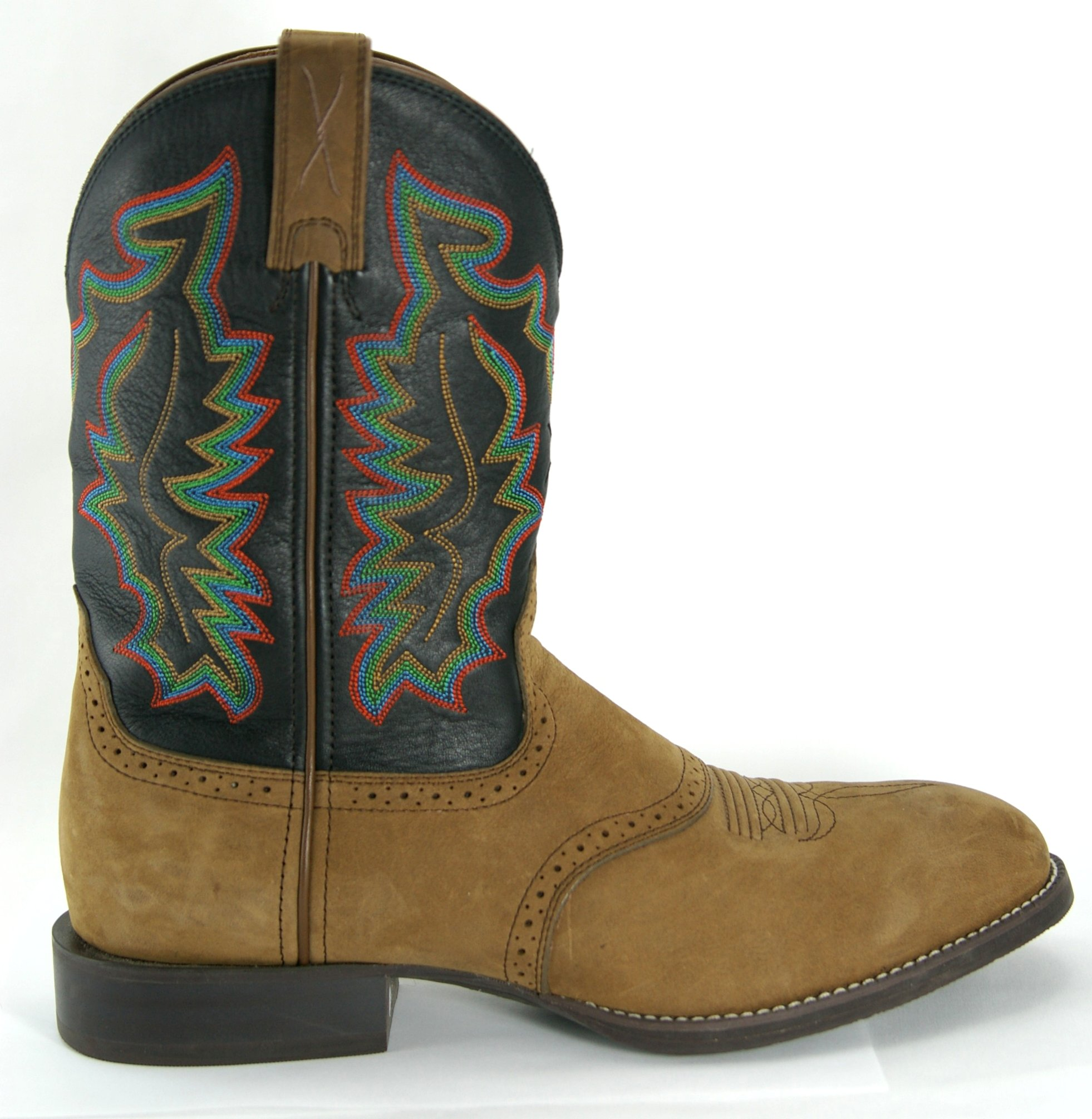
ローパースタイルのカウボーイブーツ。踵は低く、直角である。

ウエスタンスタイルは斜めに削られた１インチ以上の高さを持つ「カウボーイ」ヒール、またはもう少し低い「ウォーキング」ヒールを持つ。また、爪先は様々にカスタマイズされるが、伝統的には細く尖った爪先を持つ。
ローパースタイルは「ローパー」ヒールと呼ばれるそれほど高くない（1インチ以下）直角のヒールを持ち、胴もウエスタンスタイルよりも低く、爪先はラウンドトゥが基本である。（近年はスクエアトゥのデザインもある。）また、近年ではフィット性を高めるため靴紐があるデザインもある。
カウボーイブーツの爪先は鐙に簡単に爪先を通すためのデザインである。初期のデザインはラウンドトゥ、または細身のラウンドトゥであったが、1940年頃に尖った爪先が流行した。
カウボーイブーツの踵が高いのは落馬時に鐙に踵が絡まないためのデザインである。馬ならし作業時に落馬し鐙に足が絡まった場合、引きづられ、命を落とすこともある。
また、カウボーイブーツの胴（シャフト）が長いのは、靴紐やベルトなしに適度なフィッティングを得るためである。ブーツが靴紐やベルトで踵に固定されていないため、鐙が脚に絡まった場合でも簡単にブーツが脱げ安全である。また、長い胴は乗馬時にも、牧場での作業時にも石や棘から脚を守る。

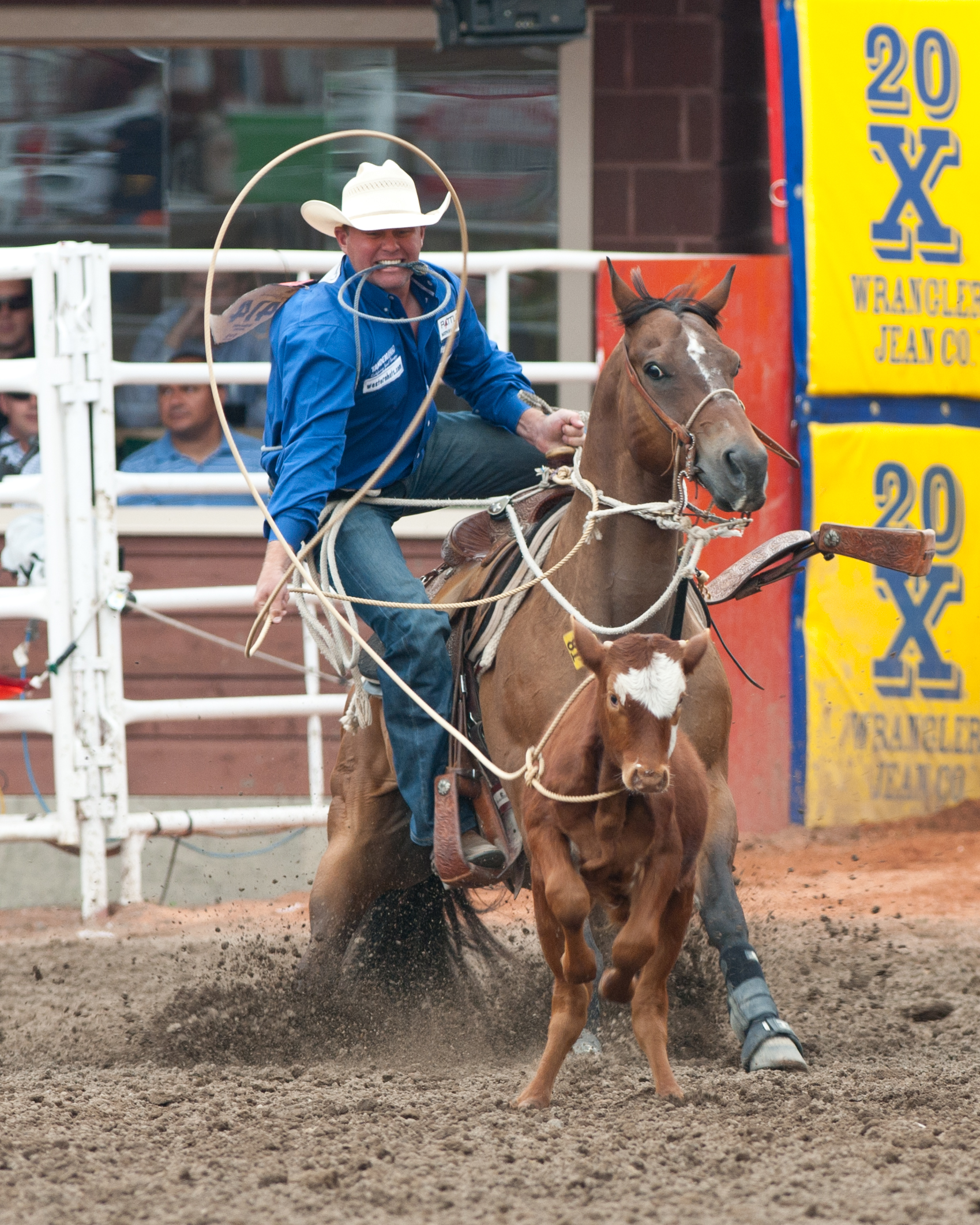
カルガリーで毎年7月に開催され、国際的によく知られているロデオの祭典「カルガリー・スタンピード」でのカーフ・ローピングの様子

ローパーブーツは近代のロデオ競技、特にカーフ・ローピング（ロデオ競技の一つ。馬上のカウボーイが逃げる子牛にロープを投げ掛け、捕まえて足を縛るまでの時間を競う。）のためにデザインされた。この競技では子牛を縛るため早く走ることが重要であり、より走りやすい踵と爪先のデザインとなっている。また胴が短いのはより容易にブーツを脱ぐためである。（または使用する革を少なくし、より安価にブーツを作成するためである。）より早く走るため、ローパーブーツには靴紐がある場合もあるが、そのスタイルの場合、鐙に足が絡むリスクもあり危険である。
カウボーイブーツの装飾のバリエーションは様々である。これはカウボーイが装飾的なブーツを探し、競い合ったためであるが、ワイルド・ウェスト・ショーや西部劇の映画に出演していたカウボーイが装飾的なブーツを履いていたため、広く一般的になったと考えられている。

## 歴史
カウボーイブーツはアメリカのカウボーイが使用していた乗馬靴である。西部開拓時代初期には様々な手作りの乗馬靴があり、それぞれの文化圏のスタイルを持っていた。それらスタイルはスペインの牧者に使用されていた伝統的なブーツや、騎兵隊が使用していた軍事用の乗馬靴が基本になっている。その後、1860年代の産業革命時にブーツの大量生産が始まり、当時作成されたウエリントンブーツがアメリカのカウボーイの主流となった。その時代にカウボーイたちは作業時に使用するブーツ以外に街用のドレスブーツを持つようになった。1850～60年頃のアメリカファッション誌ではブーツの装飾的なステッチやインレイ細工がなされたカウボーイブーツが紹介されている。
それらアメリカスタイルのブーツはキャトル・ドライブ（牛追い）が行われてたテキサス州、カンザス州、オクラホマ州で作られていた。それら初期のブーツメーカで最も有名であったのはカンザス州オレイサの「Hyer Brothers Boots」とテキサス州ノコナの「Justin Boots」である。Justinの靴職人H. J. "Big Daddy Joe" Justinはその後工場をダラスに移動するが、長女のEnid Justin Stelzerは夫とノコナでブーツ作りを続け、「Olsen-Stelzer Boots」となる。

## カウボーイブーツの一覧

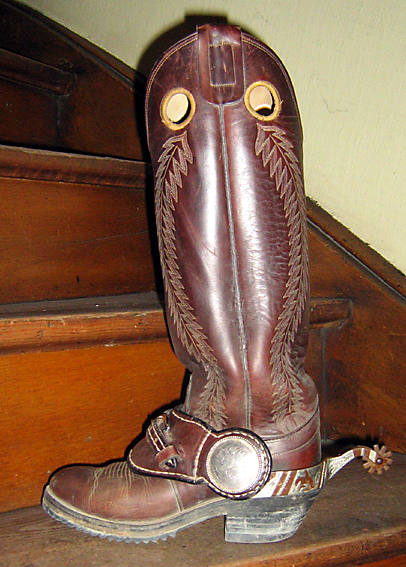
拍車をつけた状態
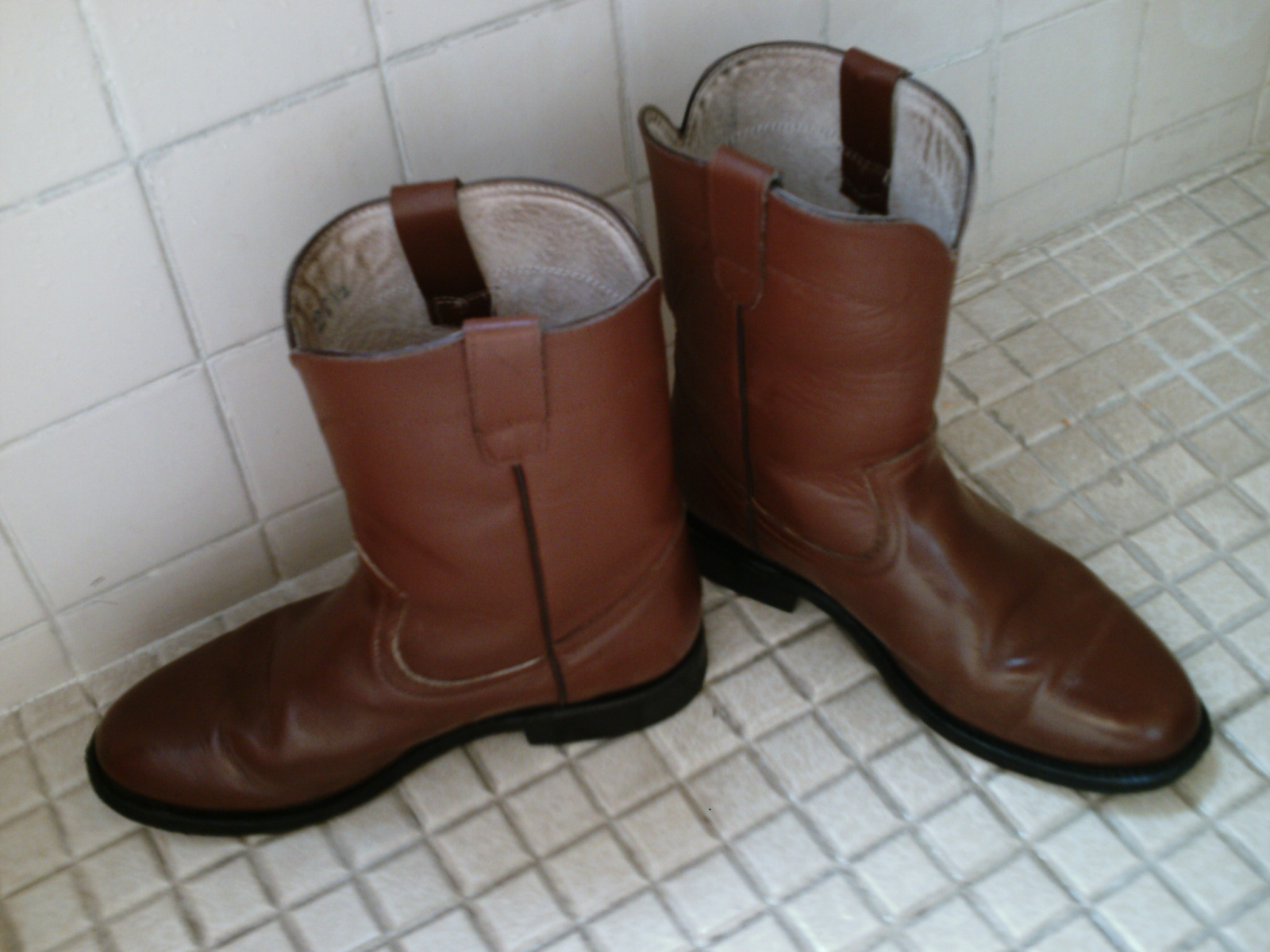
無地のカウボーイブーツ
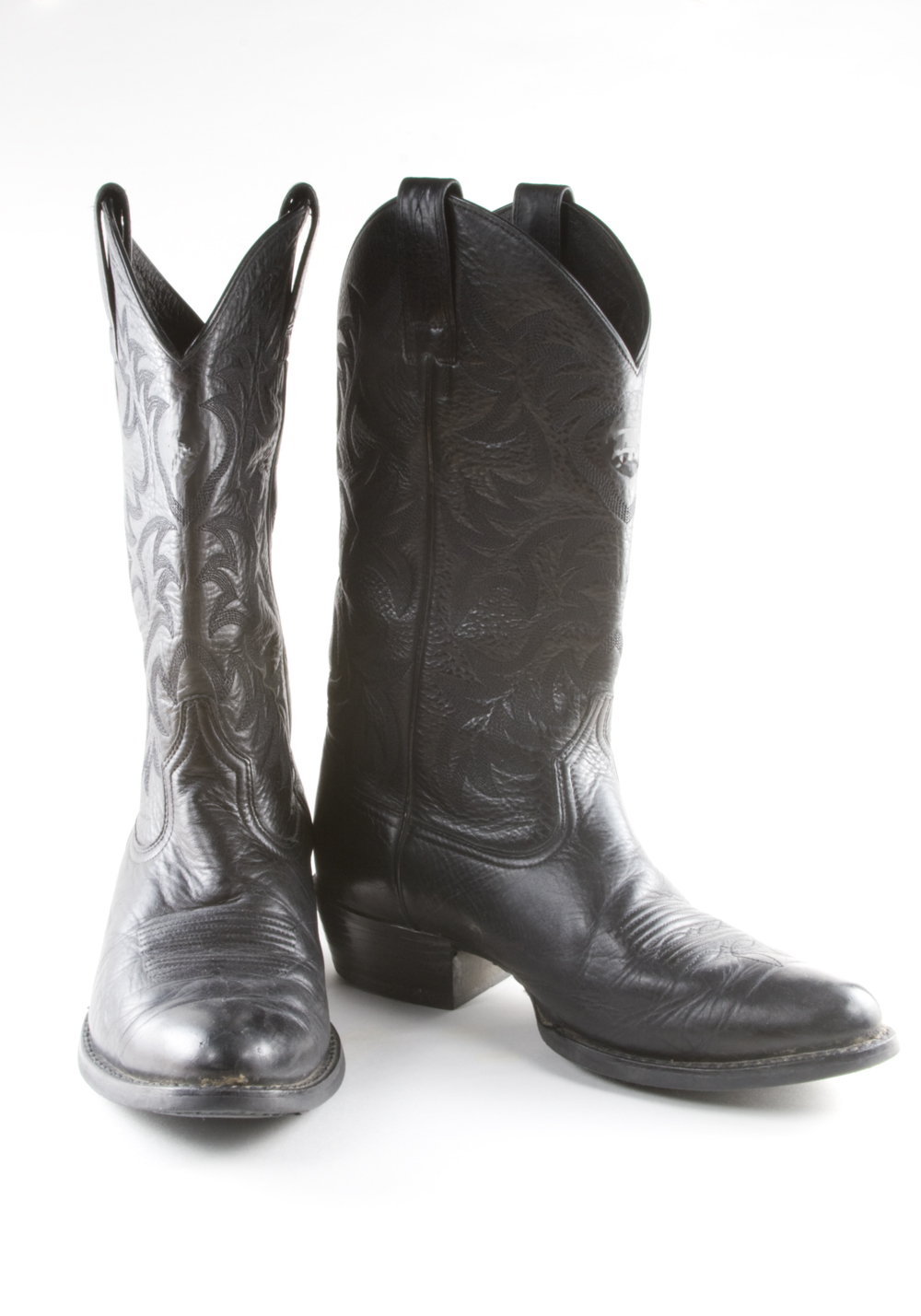
黒一色のカウボーイブーツ